# Al-Mustazhir
Abu al-ʿAbbās "al-Mustaẓhir bi-llah" Aḥmad ibn  ʿAbd Allāh al-Muqtadi (in arabo  أبو العباس "المستظهر بالله" أحمد بن عبد الله المقتدي‎?; Baghdad, aprile/maggio 1078 – Baghdad, 6 agosto 1118) è stato califfo abbaside dal 1094 fino alla sua morte.
Non si sa molto della vita del califfo al-Mustazhir perché il potere effettivo era gestito dai sultani Selgiuchidi. Durante il suo califfato accaddero però molti eventi importanti.
Ibn Khaldun riporta che Yūsuf ibn Tāshfīn, fondatore della dinastia almoravide, inviò un'ambasceria al califfo e gli giurò fedeltà. In risposta a ciò, il califfo avrebbe autorizzato gli Almoravidi ad usare il titolo di "Amīr al-Muslimīn" (comandante dei musulmani).
Nella primavera del 1097 iniziò la Prima crociata, i crociati penetrano in Anatolia e pongono con successo l'assedio a Nicea, capitale dei Selgiuchidi di Rūm. Il 20 ottobre 1097, i crociati arrivarono davanti alle mura di Antiochia. Il Selgiuchide Ridwan ibn Tutush, figlio di Tutush e nipote del Grande Selgiuchide Malik Shah, inviò il suo Atābeg di Mossul, Kirboghā, in soccorso dell'Atābeg turco di Antiochia, Yāghi-Siyān ma i Crociati, pur in inferiorità numerica e notevolmente sottoalimentati per gravi problemi di vettovagliamento, espugnarono Antiochia grazie al tradimento di una guardia armena dell'Atābeg pochissimo prima dell'arrivo di Kirboghā, e gli inflissero una sonora sconfitta. Le forze crociate avanzarono dopo alcuni mesi di discussioni verso sud e, nonostante i dissensi tra i baroni (da cui uscì vittorioso Boemondo di Taranto, che si era proclamato Principe di Antiochia), i Selgiuchidi, impegnati in una cruenta guerra civile per la successione, non intervennero.
L'esercito crociato iniziò il 13 gennaio 1099 la marcia in Siria, verso Gerusalemme, senza essere disturbato dagli emiri della regione. Dopo aver massacrato gli abitanti di Ma'arrat al-Nu'man, il 7 giugno posero l'assedio alla città, che fu espugnata il 15 luglio, saccheggiata e, ancora una volta, massacrata la sua popolazione, musulmana ed ebraica.
Il 9 agosto, Goffredo di Buglione, che era diventato re di fatto della Città Santa, e Roberto II delle Fiandre lasciarono Gerusalemme per andare a fermare un esercito dei Fatimidi d'Egitto. Le forze crociate arrivarono nella mattinata del 12 agosto nella pianura di Ascalona e l'esercito egiziano fu colto di sorpresa e sconfitto.
Il giovane Berkyāruq, aspirante al Sultanato selgiuchide, era in conflitto costante con il fratello Muhammad I e fu costretto a spartire i suoi domini con i suoi due fratelli Muhammad e Sanjar. L'ancor giovane Berkyāruq morì di tubercolosi nel gennaio 1105 e gli succedette Muhammad I.
Dei predicatori iniziarono a vagare in tutto il califfato per annunciare la tragica notizia della presa di Gerusalemme. I Fatimidi d'Egitto, che precedentemente controllavano le zone conquistate dai crociati, lasciarono che la popolazione fuggisse a Baghdad. I Selgiuchidi rimanevano ancora paralizzati dalle loro lotte interne.
Nel 1111, ad Aleppo, la folla inferocita fomentata dal qadi Ibn al-Khashshab prese d'assalto la Moschea degli Omayyadi e distrusse il trono califfale, costringendo il sultano selgiuchide e il califfo abbaside a proclamare il jihād contro i crociati, il sultano, alla testa di un esercito, marciò verso la Siria centrale, ma né il califfo né il sultano erano veramente interessati a impegnarsi in una guerra contro i crociati e dopo pochi mesi l'esercito selgiuchide si ritirò.
Morì il 6 agosto 1118 e gli succedete al trono il figlio al-Mustarshid.